# Meiringen-Innertkirchen-Bahn
| Triebwagen 125 013 der Zentralbahn in Innertkirchen |                     |                                                   |                                           |
| Logo der Zentralbahn, Eigentümerin der MIB |                     |                                                   |                                           |
| Streckennummer (BAV): | 474                 |                                                   |                                           |
| Fahrplanfeld: | 474                 |                                                   |                                           |
| Streckenlänge: | 4,99 km             |                                                   |                                           |
| Spurweite: | 1000 mm (Meterspur) |                                                   |                                           |
| Stromsystem: | 1200 Volt =         |                                                   |                                           |
| Maximale Neigung: | 20 ‰                |                                                   |                                           |
| |                     |                                                   |                                           |
| \| \| \| Brünigbahn von Interlaken Ost / Luzern \| \| \| \| 0,00 \| Meiringen \| 595 m ü. M. \| \| \| 0,16 \| Meiringen MIB \| 597 m ü. M. \| \| \| \| \| \| \| \| 0,65 \| Meiringen Alpbach (500 m zu) Reichenbachfall-Bahn \| 602 m ü. M. \| \| \| \| \| \| \| \| \| ehem. Strassenbahn Meiringen–Aareschlucht \| \| \| \| 1,37 \| Aareschlucht West \| 608 m ü. M. \| \| \| \| Kirchet (1502 m) \| \| \| \| 3,38 \| Aareschlucht Ost \| 621 m ü. M. \| \| \| \| \| \| \| \| 4,15 \| Innertkirchen Unterwasser \| 627 m ü. M. \| \| \| \| Cheisten (63 m) \| \| \| \| 4,44 \| Innertkirchen Grimseltor \| 628 m ü. M. \| \| \| 4,99 \| Innertkirchen Kraftwerk \| 637 m ü. M. \| \| \| \| proj. Grimselbahn nach Oberwald (MGB) \| \| |                     |                                                   |                                           |
| Abzweig geradeaus und von links |                     | Brünigbahn von Interlaken Ost / Luzern            | Brünigbahn von Interlaken Ost / Luzern    |
| Bahnhof | 0,00                | Meiringen                                         | 595 m ü. M.                               |
| Dienststation / Betriebs- oder Güterbahnhof | 0,16                | Meiringen MIB                                     | 597 m ü. M.                               |
| |                     |                                                   |                                           |
| Haltepunkt / Haltestelle | 0,65                | Meiringen Alpbach (500 m zu) Reichenbachfall-Bahn | 602 m ü. M.                               |
| |                     |                                                   |                                           |
| Kreuzung mit U-Bahn (Querstrecke außer Betrieb) |                     | ehem. Strassenbahn Meiringen–Aareschlucht         | ehem. Strassenbahn Meiringen–Aareschlucht |
| Haltepunkt / Haltestelle | 1,37                | Aareschlucht West                                 | 608 m ü. M.                               |
| Tunnelanfang |                     | Kirchet (1502 m)                                  | Kirchet (1502 m)                          |
| Haltepunkt / Haltestelle (im Tunnel) | 3,38                | Aareschlucht Ost                                  | 621 m ü. M.                               |
| Tunnelende |                     |                                                   |                                           |
| Haltepunkt / Haltestelle | 4,15                | Innertkirchen Unterwasser                         | 627 m ü. M.                               |
| Tunnel |                     | Cheisten (63 m)                                   | Cheisten (63 m)                           |
| Haltepunkt / Haltestelle | 4,44                | Innertkirchen Grimseltor                          | 628 m ü. M.                               |
| Kopfbahnhof Strecke ab hier außer Betrieb | 4,99                | Innertkirchen Kraftwerk                           | 637 m ü. M.                               |
| Strecke (außer Betrieb) |                     | proj. Grimselbahn nach Oberwald (MGB)             | proj. Grimselbahn nach Oberwald (MGB)     |

Die Meiringen-Innertkirchen-Bahn, abgekürzt MIB, ist eine meterspurige Schmalspurbahn im Schweizer Kanton Bern. Sie wird von der Zentralbahn betrieben und verbindet auf einer knapp fünf Kilometer langen Strecke Meiringen mit Innertkirchen.

## Geschichte

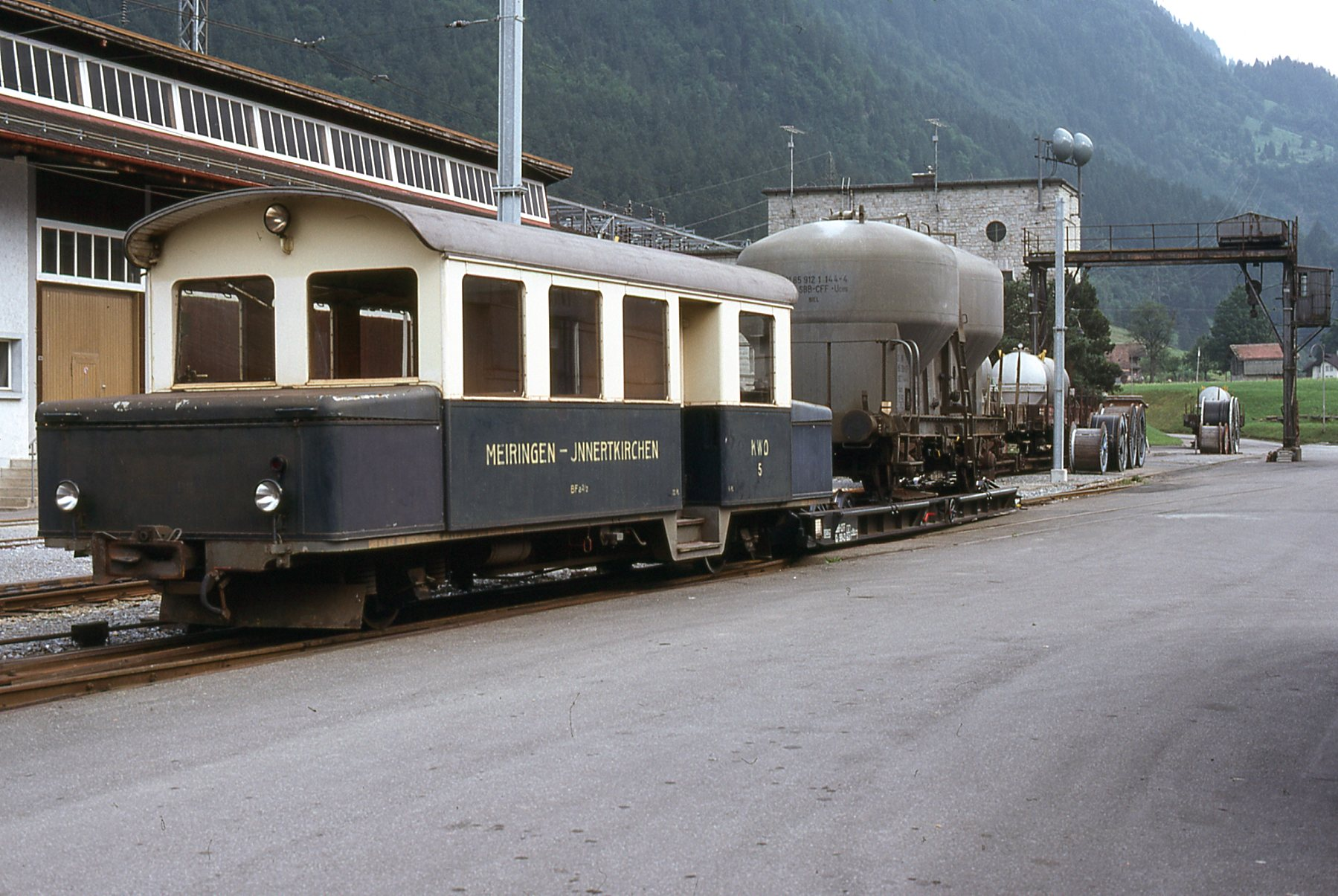
Akkumulatortriebwagen 5 mit auf einem Rollschemel aufliegenden Zementtransportwagen (um 1976)

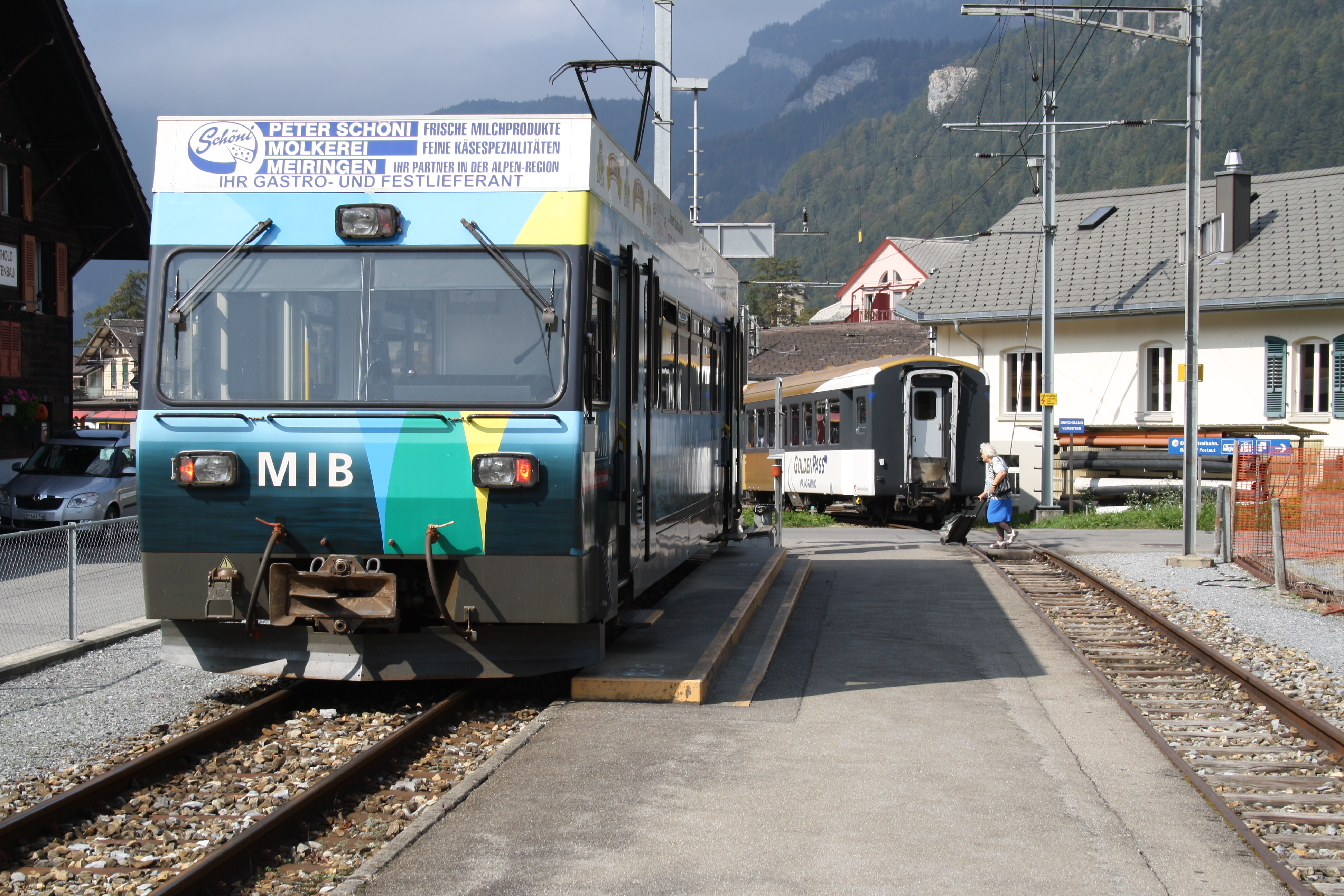
Be 4/4 8 in der ehemaligen Station Meiringen MIB, rechts das Gleis zum Bahnhof der Zentralbahn (2009)

Der Bau der Bahn erfolgte in einer Zeit grösserer Diskussionen wegen der Erschliessung des Haslitals und des Grimselpasses. Trotz bestehenden Konzessionen für andere Bahnen im Tal, so etwa für die Strassenbahn Meiringen–Aareschlucht, bauten die 1923 gegründeten Kraftwerke Oberhasli AG (KWO) die Schmalspurstrecke zwischen Meiringen und Innertkirchen. Ab 1. August 1926 diente sie als Werksbahn zur Versorgung ihrer Kraftwerksbaustellen und zur Personenbeförderung der Arbeiter und von deren Familien. Mit der Erteilung der Konzession für den öffentlichen Personenverkehr ab 6. Mai 1946 wurde die MIB gegründet, die sich im Besitz der KWO befand.
Anfangs waren Dampflokomotiven und später auch zwei Akkumulatortriebwagen im Einsatz. Seit dem 19. November 1977 findet elektrischer Betrieb statt. Die Fahrleitung wird dabei mit einer Gleichspannung von 1200 Volt gespeist.
Die im Kirchet-Tunnel gelegene Haltestelle Aareschlucht Ost MIB wurde am 29. Mai 2003 in Betrieb genommen.
Die KWO verkauften die MIB per 1. Januar 2021 an die Zentralbahn, welche seitdem die Strecke betreibt. Der Verkauf an die Zentralbahn wurde Ende November 2020 von den Verwaltungsräten beider Unternehmen genehmigt. Die Zentralbahn untersucht im Rahmen einer Studie die Machbarkeit von durchgehenden Zügen Interlaken Ost – Innertkirchen.

## Streckenbeschreibung
Der Fahrweg der Reisezüge beginnt seit dem Umbau des Bahnhofes Meiringen bis zum Dezember 2010 auf dem Gleis 13 auf Höhe der Gleisabschlüsse der Zentralbahn, deshalb können die Reisenden am gleichen Perron in die Züge der Brünigbahn umsteigen. Vor dem Umbau des Bahnhofs Meiringen endeten die Züge der MIB auf einem Stumpengleis hinter der Allmendstrasse. Es besteht seit der Betriebseröffnung eine Gleisverbindung zu den Anlagen der heutigen Zentralbahn, die aber wegen der unterschiedlichen Fahrdrahtspannungen und fehlender Zweisystemfahrzeuge nicht elektrisch befahrbar war. Nach knapp 1,4 Kilometern wird die bekannte Aareschlucht an der Station Aareschlucht West erreicht, die dann im 1502 Meter langen Kirchettunnel umfahren wird. Im Tunnel liegt kurz vor dem Ostportal die Tunnel-Haltestelle Aareschlucht Ost, der Ausgang erfolgt direkt in eine Gletschermühle und danach über eine Hängebrücke über die Aare. In Innertkirchen endet die Strecke auf dem Werksgelände der KWO, wo sich auch das Depot mit der Werkstatt befindet.
Die Strecke wird tagsüber ab 6:00 Uhr halbstündlich bedient, die letzte Verbindung freitags und samstags ist kurz vor 23:00 Uhr Richtung Innertkirchen, sonst um 21:45 Uhr.

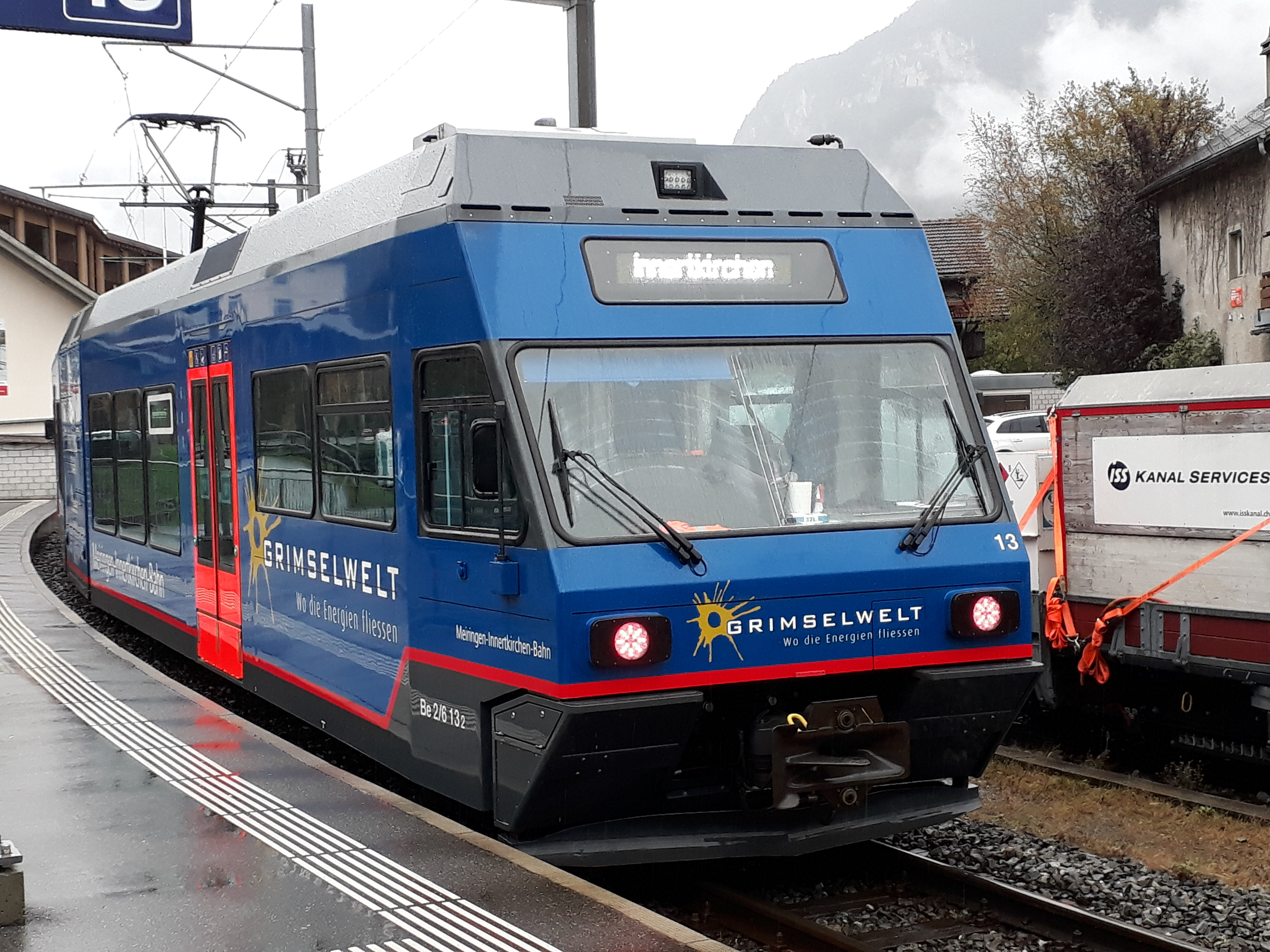
Be 2/6 13 im Bahnhof Meiringen (Oktober 2020)
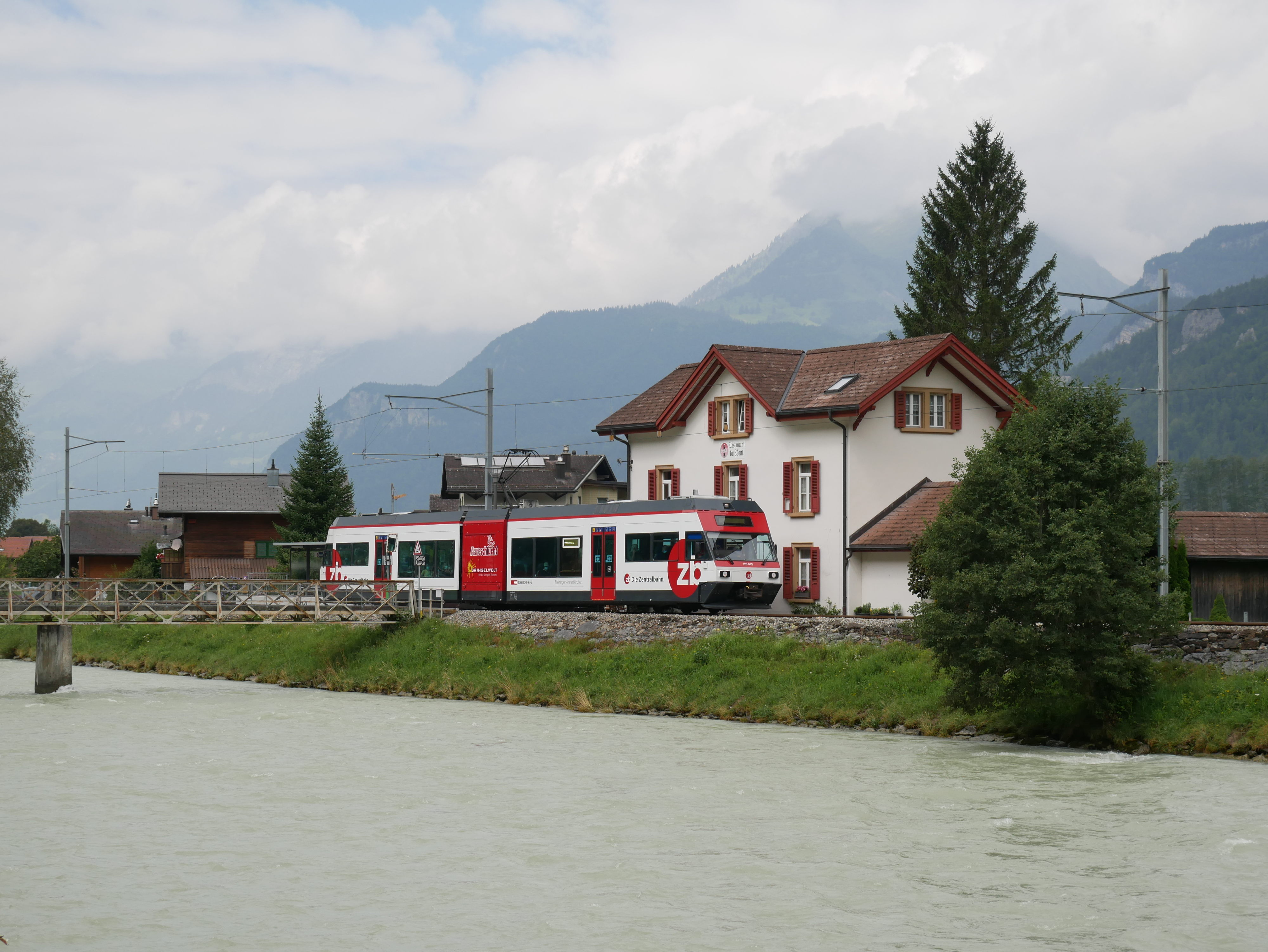
Be 2/6 13 nun als 125 013 der Zentralbahn bei Aareschlucht West
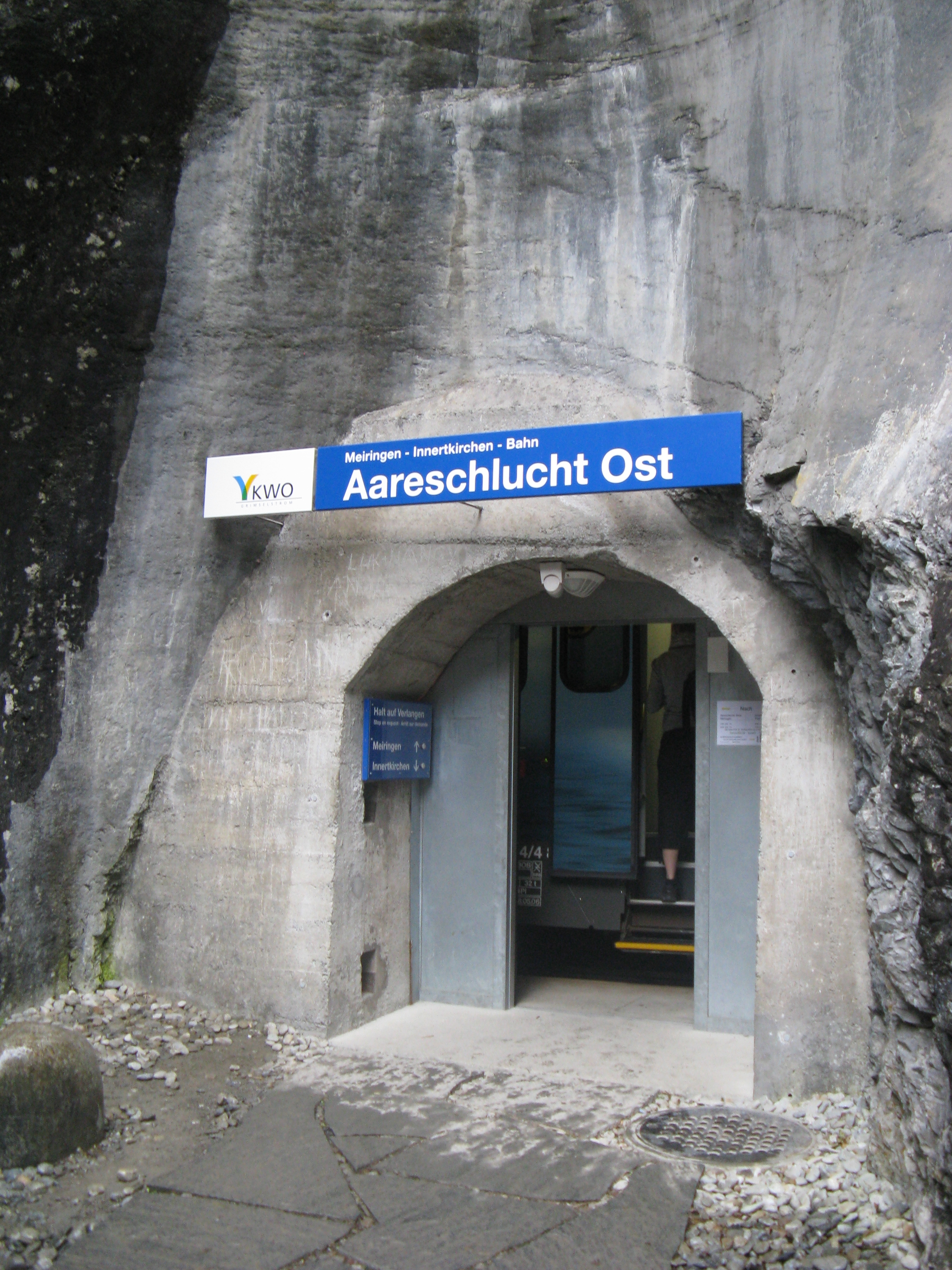
Zugang zur Haltestelle Aareschlucht Ost
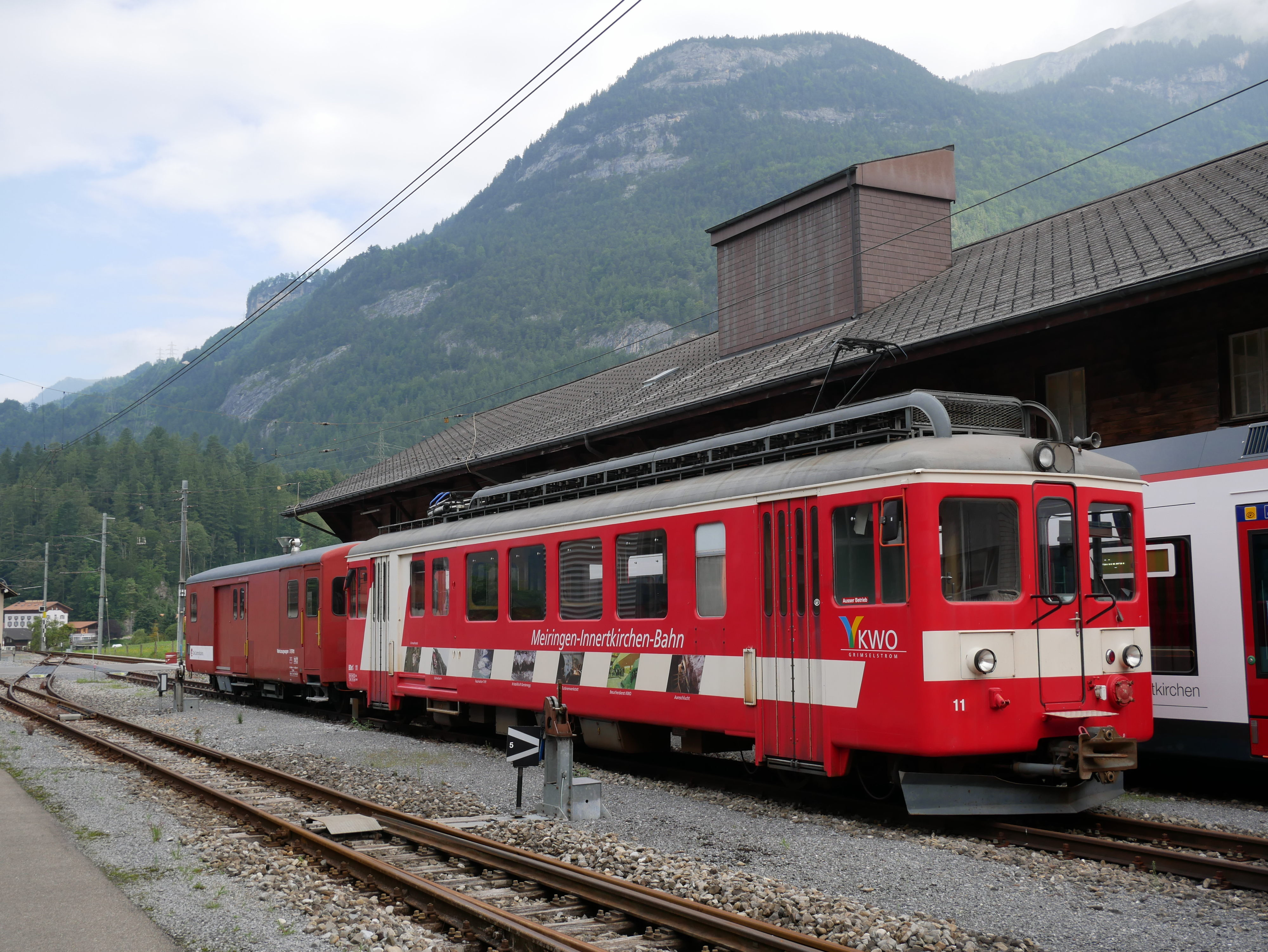
BDe 4/4 11 als Reservefahrzeug in Innertkirchen abgestellt

## Fahrzeuge

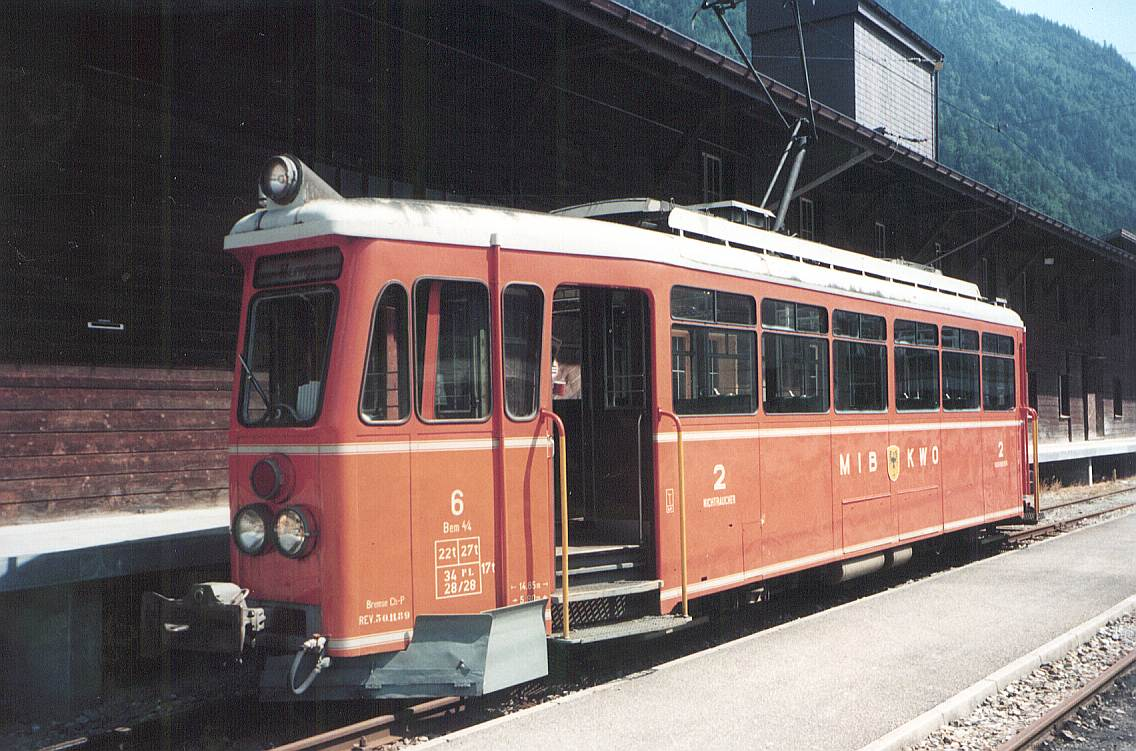
Bem 4/4 Nummer 6 in oranger VST-Einheitslackierung

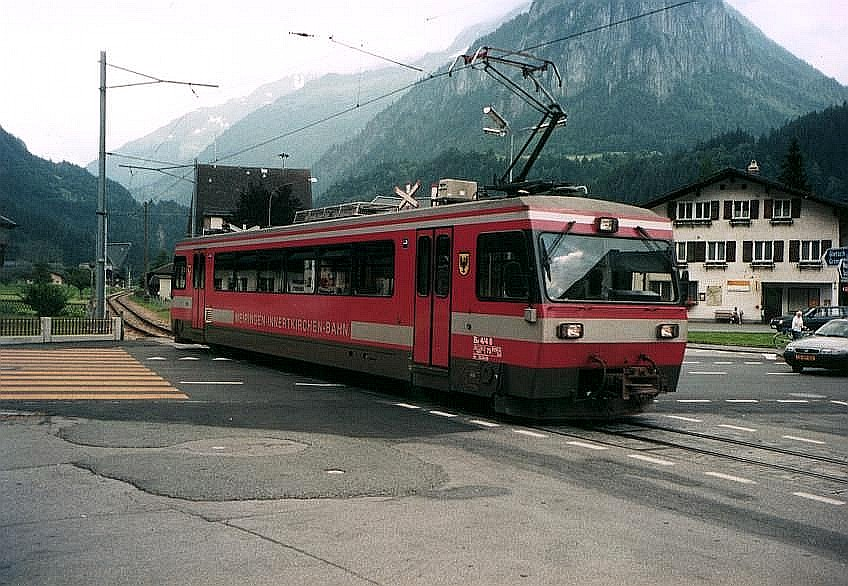
Be 4/4 8 im Ursprungszustand bei Innertkirchen-Grimseltor

Triebfahrzeuge
- Ta 2/2 3 (1931)[4], 1979 ausser Dienst gestellter Akkumulatortraktor mit grossem Führerhaus mit zwölf Sitzplätzen (Spitzname Trudi), verkauft an den Deutschen Eisenbahn-Verein, dort als T 46 bezeichnet, am 17. März 2025 in die Schweiz zur ZB historic zurückgebracht.
- BDa 2/2 4 und 5 (1939, 1949), Akkumulatortriebwagen mit 22 Sitzplätzen, nach Inbetriebnahme der Bem 4/4 ausser Betrieb genommen. Wagen 4 seit 1982 im Verkehrshaus der Schweiz in Luzern ausgestellt, der Wagen 5 ist in Innertkirchen ausgestellt.
- Bem 4/4 6 und 7 (1952), ehemals OEG-Triebwagen 63, 65, und 68, Schmalspur-Triebwagen; Kauf und Umbau 1977; Wagen 7 abgebrochen 1999, Wagen 6 um 2001 abgebrochen.
- ABDeh 4/4 301 (1949) der Berner Oberland Bahn von 1988 bis 1996 gemietet.
- Be 4/4 9 (1961), ehemals RBS Be 4/4 74; Kauf 1997; 2007 scheiterte eine Restaurierung als historisches Fahrzeug des RBS, anschliessend Abbruch.
- Tm II 10 (1959), ehemals Brünigbahn Tm II 980; Kauf 2000; 2011 an La Traction
- Be 4/4 8 (1996)
- BDe 4/4 11 (1953), ex CJ BDe 4/4 604; Kauf und Umbau 2005
- Gem 4/4 12, (1952) Umbau aus CJ De 4/4 402; Übernahme Anfang Juni 2011
- Be 2/6 13, (1997) ex MVR Be 2/6 7004; Kauf und Umbau 2018; Übernahme November 2018

Wagen
- B2 2: Personenwagen ex. BOB B2 6 (SIG) 1901 Kaiserwagen